# Prosomicrocotyla gotoi
Prosomicrocotyla gotoi är en plattmaskart. Prosomicrocotyla gotoi ingår i släktet Prosomicrocotyla och familjen Microcotylidae. Inga underarter finns listade i Catalogue of Life.